# Bárbara Goenaga
Bárbara Goenaga Bilbao (San Sebastián, 20 de julio de 1983) es una actriz española.

## Biografía
Es hija del pintor Juan Luis Goenaga, sobrina de la actriz y directora Aizpea Goenaga y pareja del dirigente del PP Borja Semper.
Sus primeros pasos en la interpretación los dio a la edad de tres años en la serie Bai Horixe, de Juan Miguel Gutiérrez. A los nueve años realizó su debut en el cine en la película Los años oscuros, de Arantxa Lazkano. En el canal autonómico Euskal Telebista participó en varias series como Beni eta Marini (1991), Duplex (1993) y la exitosa Goenkale (1994-2000).
A los quince años fue a vivir a Madrid, donde apareció en series como El grupo y A medias, producciones de Telecinco y Antena 3 respectivamente.
En la década de los 2000 actuó en películas como El regalo de Sílvia (2002), dirigida por Dionisio Pérez Galindo; Amor en defensa propia (2004), de Rafa Russo; La luna en la botella (2006), de Eduardo Grojo; Oviedo Express (2007), de Gonzalo Suárez; Los cronocrímenes (2007), de Nacho Vigalondo; y La buena nueva (2008), de Helena Taberna.
En la XXII edición de los Premios Goya fue nominada a mejor actriz revelación por Oviedo Express, pero finalmente el premio recaería en Manuela Velasco por REC.
En 2009 intervino en la película Sin retorno, de Miguel Cohan. Además, también formó parte del elenco de la miniserie de Antena 3 23-F, historia de una traición, que narra el intento de golpe de Estado del 23 de febrero de 1981 en España.
En 2010 participa en Agnosia, de Eugenio Mira; en Izarren argia, de Mikel Rueda; y en Le village des ombres, de Fouad Benhammou.
En 2012 protagonizó la comedia Bypass junto a Gorka Otxoa.
En 2013 protagoniza la primera temporada de la telenovela de Antena 3 Amar es para siempre (continuación de la exitosa serie Amar en tiempos revueltos), donde interpretó a Inés Saavedra Bermejo. También ese año participó en un episodio de la serie de Telecinco El don de Alba.
En 2014 se incorporó a la decimoquinta temporada de la longeva serie de televisión española Cuéntame cómo pasó, donde interpretó a Lucía, una psicóloga que ayuda a Carlos (Ricardo Gómez) a superar sus miedos del pasado.
En 2016 protagonizó Eskamak kentzen, una serie en euskera en la que interpreta a Itsaso y que se emite en ETB1. En abril estrena La punta del iceberg, un thriller sobre los suicidios laborales, junto a Maribel Verdú. En septiembre, durante el Festival de cine de San Sebastián, estrenó Gernika, una película que narra el bombardeo en la ciudad vasca de Guernica.

## Vida privada
Hasta 2013 mantuvo una relación con el también actor Óscar Jaenada, con el que tuvo un hijo nacido en febrero de 2011, Aran.
Desde 2014 mantiene una relación sentimental con el político del Partido Popular Vasco Borja Sémper. En febrero de 2016 la pareja dio la bienvenida a su primer hijo en común, Telmo. Su segundo hijo, Eliot, nació el 7 de septiembre de 2018.

## Filmografía

### Televisión
- Bai Horixe, episódico (1986)
- Beni eta Marini, episódico (1991)
- Duplex, episódico (1993)
- Goenkale, como Ainhoa (1994-1999)
- Condenadas a entenderse, como Mercedes (1999)
- El comisario, un episodio: Padres e hijos, como Celia (1999)
- Hospital Central, un episodio: Reencuentro, como Alicia (2000)
- El grupo, como Arantxa Ortega (2000-2001)
- A medias, como Álex (2002)
- Una nueva vida, un episodio: Un instante, una vida, como Eva (2003)
- Vientos de agua, como Felisa. Miniserie. Dir. Juan José Campanella (2005)
- Al filo de la ley, un episodio: Esos juegos, como Virginia Núñez (2005)
- Revelados, diferentes personajes (2008)
- 23-F: Historia de una traición, como Arantza (2009)
- El don de Alba, como Ana, un episodio: La última noche (2013)
- Amar es para siempre, como Inés Saavedra Bermejo (2013)
- Cuéntame cómo pasó,[26] como Lucía (2014)
- Eskamak kentzen, como Itsaso (2016)
- IFamily, como Lola (2017)
- No te puedes esconder, como Ana González (2019)
- Supernormal, como Isabel Picón (2021)
- La noche más larga, como Doctora Elisa (Netflix, 2022)
- Ztanda, como presentadora (ETB 1, 2023)
- La Academia, como Toni (Amazon Prime Video 2023)

### Largometrajes
- Los años oscuros, como Itziar. Dir. Arantxa Lazkano (1992)
- Mi dulce, como Laura. Dir. Jesús Mora (2001)
- El regalo de Silvia, como Silvia. Dir. Dionisio Pérez Galindo (2003)
- Amor en defensa propia, como Bettina. Dir. Rafa Russo (2006)
- Mia Sarah, locutora (sólo voz). Dir. Gustavo Ron (2006)
- Anestexsi, como Eleanora. Dir. Miguel Alcantud (2007)
- Los cronocrímenes, como la chica en el bosque. Dir. Nacho Vigalondo (2007)
- Oviedo Express, como Emma. Dir. Gonzalo Suárez (2007)
- La luna en botella, como Alicia. Dir. Eduardo Grojo (2007)
- 3:19, como Lisa. Dir. Dany Saadia (2008)
- Un poco de chocolate, como Roma. Dir. Aitzol Aramaio (2008)
- La buena nueva, como Margari. Dir. Helena Taberna (2008)
- Secretos de cocina, como Estefi. Dir. Aizpea Goenaga (2009)
- Estrellas que alcanzar, como Victoria. Dir. Mikel Rueda (2010)
- Agnosia, como Joana Prats. Dir. Eugenio Mira (2010)
- Sin retorno, como Natalia Kaufman. Dir. Miguel Cohan (2010)
- Le village des ombres, como Lila. Dir. Fouad Benhammou (2010)
- Bypass, como Nerea. Dir. Aitor Mazo (2012)
- Tú y yo, como Cristina. Dir. David Bisbal y Kike Maíllo. Mediometraje (2014)
- La punta del iceberg, reparto. Dir. David Cánovas (2015)
- 33 días, reparto. Dir. Carlos Saura (2015)
- Pikadero, como Ane. Dir. Ben Sharrock (2015)
- Gernika, como Carmen. Dir. Koldo Serra (2016)
- Hacerse mayor y otros problemas, como Lola. Dir. Clara Martínez-Lázaro (2018)
- 70 binladens, como Eva. Dir. Koldo Serra (2018)
- Para entrar a vivir, como Ana. Dir. Pablo Aragüés (2022)

### Cortometrajes
- Adiós Toby, adiós, como la hija. Dir. Ramón Barea (1995)
- Lauburu, como Olaia. Dir. Luis Ángel Ramírez (2001)
- Las superamigas contra el profesor Vinilo, como Golosina. Dir. Domingo González (2003)
- El invierno pasado, como Ali. Dir. Rubén Alonso (2005)
- Choque, como Lorena. Dir. Nacho Vigalondo (2005)
- Salva el mundo, reparto. Dir. Borja Echevarría  (2010)
- Tú y yo, como Cristina. Dir. Kike Maíllo (2014)
- Óscar desafinado, como Ana. Dir. Mikel Alvariño (2014)

### Teatro
- La enfermedad de la juventud. Dir. Ferdinand Bruckner/Rubén Ochandiano (2003)
- Historia de una escalera. Dir. Antonio Buero Vallejo/Juan Carlos Pérez de la Fuente (2004)
- Cara de plata. Dir. Ramón del Valle-Inclán/Ramón Simó (2005)

## Premios y nominaciones
- Plazara Gaztez Saria 2001 Premio anual que entregan los oyentes del programa radiofónico Euskadi Gaztea.[27]
- Premio Jokulariak 2001 de la Asociación de Actores Vascos a la mejor actriz de televisión por la serie El grupo.[27]
- Premio 2003 a la mejor intérprete femenina en el Festival de Lorca por El regalo de Silvia.[27]
- Premio Telón Chivas 2004 a las artes escénicas. Mejor actriz.[27]
- Premio El Mundo al Cine Vasco XII 2004 a la mejor actriz.[27]
- Premio Unión de Actores 2003. Mejor interpretación femenina de reparto en teatro por Historia de una escalera.[28]
- Premio a mejor actriz en la XII Primavera Cinematográfica de Lorca por La luna en la botella (sección nuevos realizadores).[27]
- Premio “Un futuro de cine” 2008. 23 Festival Internacional de cine Cinema Jove.[6]
- Premio Mujer Cosmopolitan 2010 a la mejor actriz.[29]
- Premio a la mejor actriz en el Festival de Cine Internacional de Tirana 2015 por Pikadero.[27]